# Дорф-Мекленбург
Дорф-Мекленбург (нім. Dorf Mecklenburg) — громада в Німеччині, розташована в землі Мекленбург-Передня Померанія. Входить до складу району Північно-Західний Мекленбург. Складова частина об'єднання громад Дорф-Мекленбург-Бад-Кляйнен.
Площа — 29,97 км2. Населення становить 3162 ос. (станом на 31 грудня 2020).

## Галерея

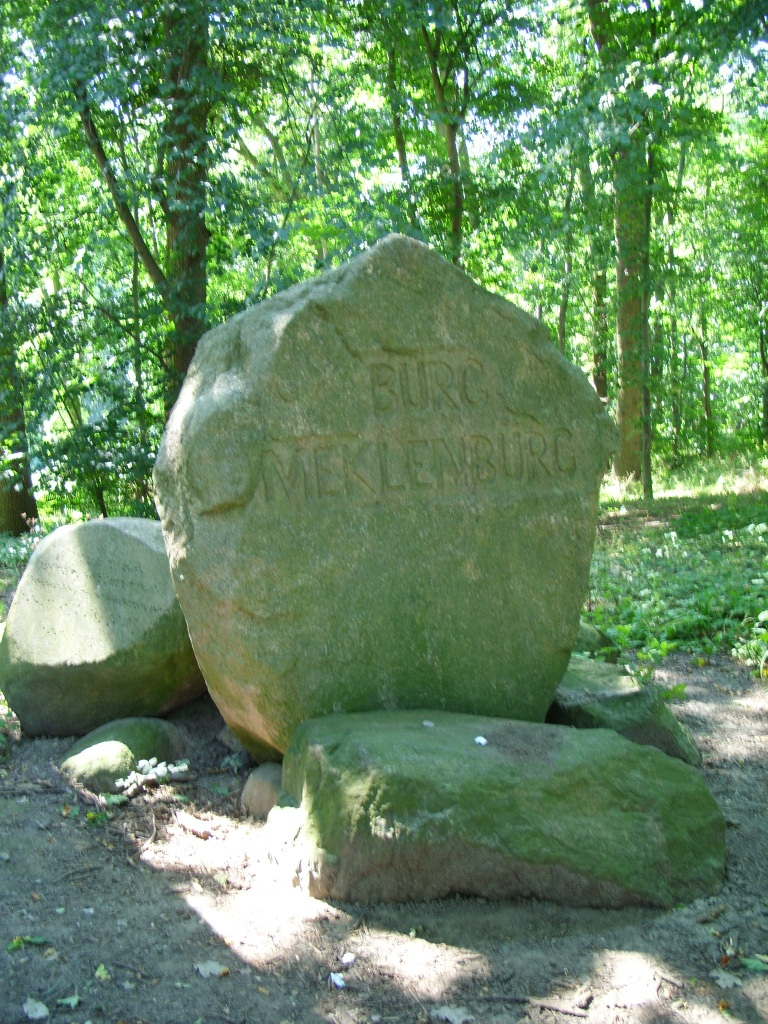
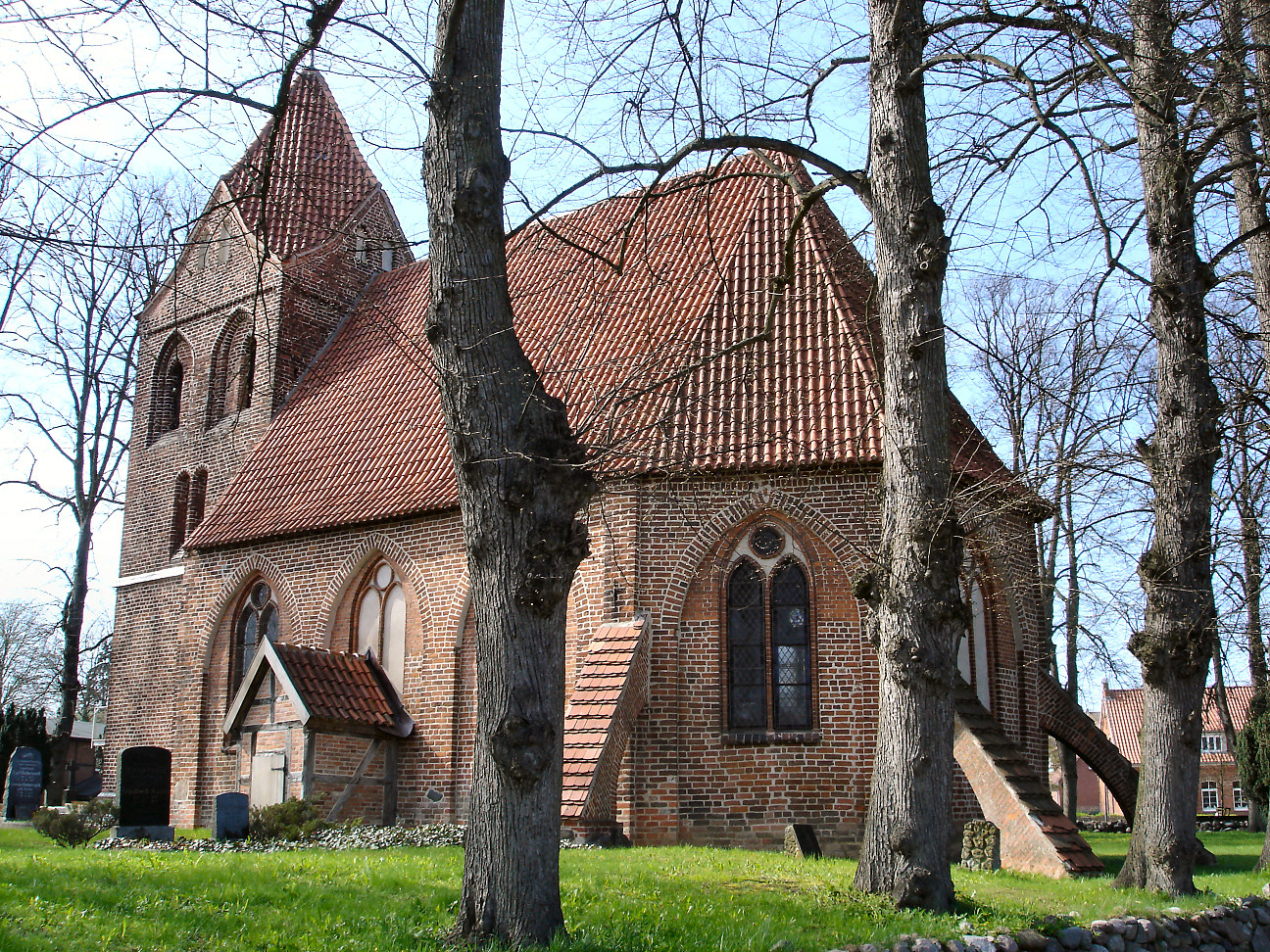
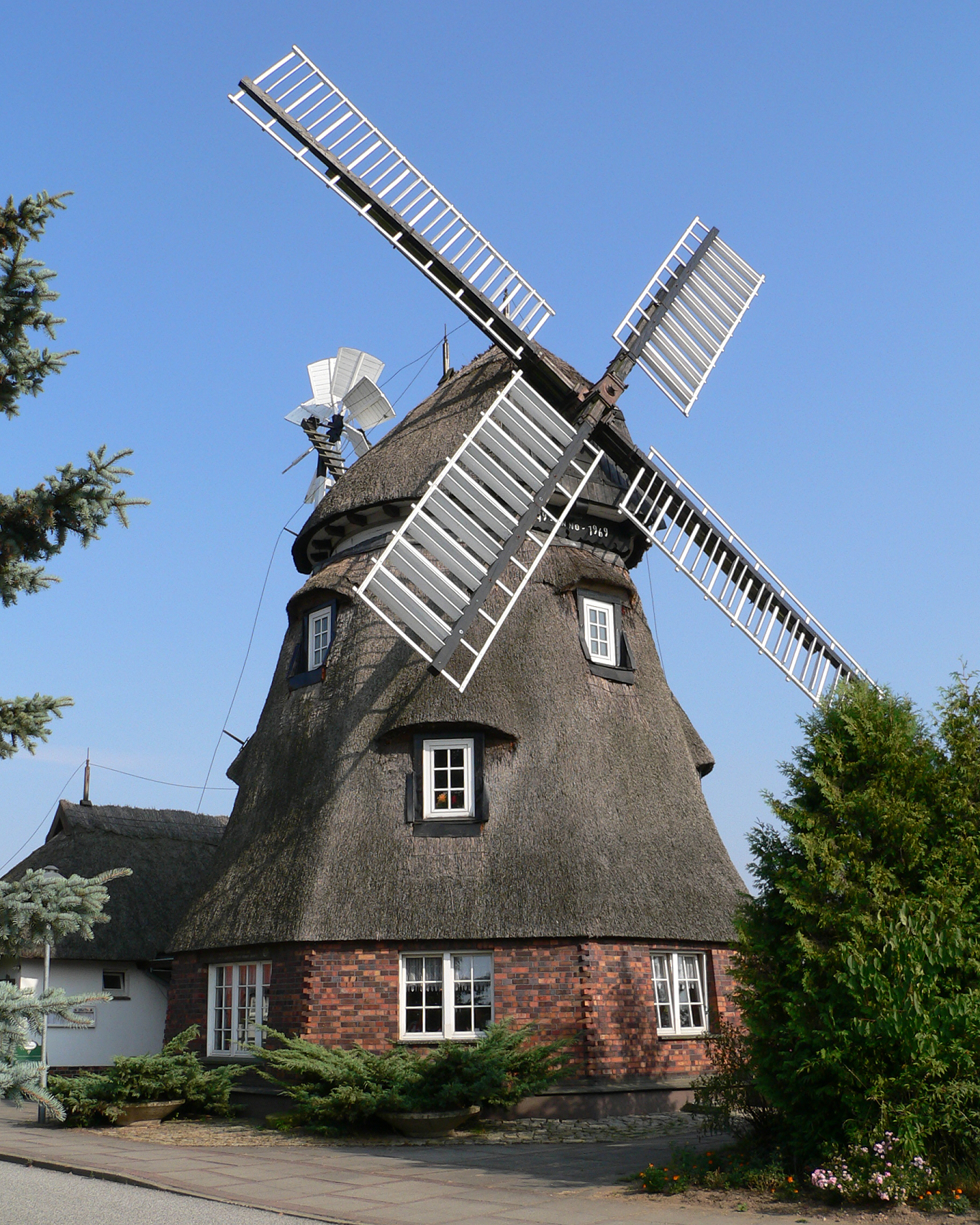
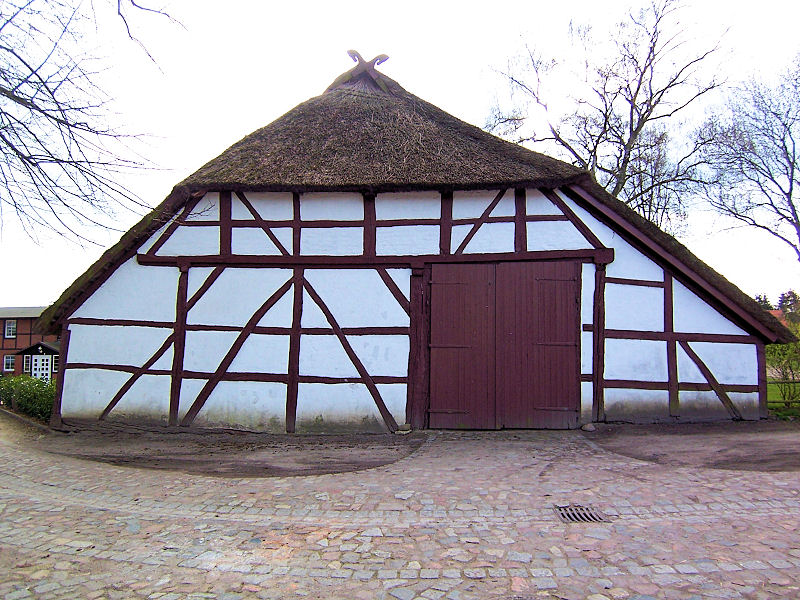